# Enrique Míguez
Enrique Míguez Gómez (ur. 14 marca 1966 w Tui) – hiszpański kajakarz, kanadyjkarz, brązowy medalista olimpijski z Los Angeles.
Zawody w 1984 były jego pierwszymi igrzyskami olimpijskimi. Pod nieobecność sportowców z większości krajów Bloku Wschodniego był trzeci w kanadyjkach-dwójkach na dystansie 500 metrów. Partnerował mu Narciso Suárez Amador. Brał również udział w igrzyskach w 1988 i 1992.